# Anacleta Arnesto Fajardo de Troya
Anacleta Arnesto de Troya y Fajardo, por matrimonio conocida como Anacleta Arnesto de Mayorga, (Cartago, Costa Rica, 16 de julio de 1809 - ibídem, 1877) fue la esposa del excomandante de Cartago, Pedro Mayorga, prima hermana de José Troyo. Es descrita como una “mujer de temple varonil, intrigante y metida en política”. Francisco María Núnez la incluye dentro del grupo de “damas linajudas y de talento” de Cartago. “Dama corajuda y de mucha belleza” señalan otros. "Emblema de la patria…tipo el más perfecto de la alta dama cartaginesa, señora la más ilustre de Costa Rica”, describe Manuel de Jesús Jiménez. El historiador cartaginés Guillermo A. Brenes Tencio describe que vestía en un “estilo victoriano conservador y de rigidez formal, según la moda de mediados del siglo XIX”

## Historia
El periodista cartaginés Fernando Gutiérrez relata que fue la “primera mujer costarricense que participó activamente en la política costarricense”, de tal forma que su “figura patriótica y política la hace la mujer más sobresaliente de aquella época”. El mismo autor resalta la figura de Anacleta en dos acontecimientos claves de la vida nacional. Su oposición al golpe de Estado de Braulio Carrillo, en 1838, que derrocó al Presidente electo Manuel Aguilar Chacón, “y por ello, junto con su esposo, sufrió destierro ordenado por su coterráneo Braulio Carrillo, con quien mantenían diferencias irreconciliables” y, “otra faceta importante de doña Anacleta, fue como un soldado más, luchó contra los filibusteros en la guerra del 56, guerra en la cual murió su hijo mayor”. Manuel de Jesús escribe destaca su “entereza de carácter e inagotable patriotismo sirvieron de fecundísimo dechado, así para combatir la execrable tiranía de Carrillo, como para rechazar el ominoso yugo de Walker
Las divergencias con Carrillo van paralelas a las coincidencias con Francisco Morazán. Ya en 1834, cuando Morazán visita Costa Rica, recibe una “suntuosa fiesta” en la casa de Anacleta y se hospeda en su casona veraniega en Paraíso, de Cartago. Es en aquella misma casa cuando el 13 de setiembre de 1842 se resguardan los restos del general La Mar, primer presidente de Perú, enterrados en el Cementerio de Cartago y exhumados por orden de Morazán. Y fue también ahí, cuando un día después el propio Morazán llega a Cartago, huyendo de San José, que la misma Anacleta le avisa que las autoridades locales le buscan, le ofrece “tres bolsas de dinero y tres mozos, pero Morazán se rehusó porque andaba con Vicente Villaseñor y Miguel Saravia y no los quiso dejar a su suerte”. Y es ahí mismo cuando al mismo tiempo que Morazán era fusilado en San José, un día después de su apresamiento, “doña Anacleta y otros partidarios del general Morazán, musitaba una oración por el caudillo que moría”. Algunos incluso le atribuyen amoríos con él
Diversas fuentes resaltan la participación de Anacleta en el recibimiento de los cartagineses que participaron en la Campaña Nacional de 1856-1857 “iniciada por la República de Costa Rica contra el ejército filibustero estadounidense el cual era encabezado por William Walker, y de la cual se recuerdan principalmente la Batalla de Santa Rosa y las varias Batalla de Rivas”.
Ahí se efectuó entonces una ceremonia tierna y expresiva cuyo recuerdo jamás de apartó de la memoria de quienes la presenciaron. Un grupo de señoras respetables, puestas junto al arco triunfal, daban la bienvenida a los guerreros, regando flores a su paso y condecorando sus pechos con cucardas nacionales o ciñendo sus frentes con coronas de laurel; allí estaba de protagonista, como emblema de la patria, doña Anacleto Arnesto de Mayorga… allí estaba aquella nobilísima matrona, vestida de luto riguroso porque había muerto su hijo Zenón en la campaña, pero radiante de alegría porque su filantrópico corazón siempre palpitó al compás de la dicha o la desgracia ajenas, sin reparar en el hedo triste de su casa; allí estaba para dar, en unión de doña Teodora Ulloa, un testimonio de su generosidad y patriotismo”.
Ayuda a recolectar fondos para el 56”
Las mujeres aportaron de distintas formas; según fuentes de la época en trabajos de costura, lavado de ropa, cocina, también asumieron los comercios, fincas y talleres; podemos mencionar como ejemplo a doña Anacleta Arnesto de Mayorga, Rita Gutiérrez, Inés de Mora, Bernarda Durán, María de Jesús Luna, Bernabela Chavarría, Mercedes Mayorga y el caso de Francisca Carrasco Jiménez, conocida como Pancha Carrasco, quien inclusive pelea en la Batalla de Rivas y en la toma de la Vía del Tránsito.
Por eso fue que el 5 de mayo cientos de personas se agolparon junto a las carretas, preguntando por el hijo o el esposo, por el hermano o el padre, por el novio o el vecino. Lento fue el avance de la caravana y rápidas fueron las versiones que circularon sobre las batallas y la localización de Juan Rafael Mora, de los heridos y de los muertos.En la pequeña capital solo se oían rumores, como el de Eusebio Rodríguez, un anciano muy respetado, cuando se acercó a un grupo de mujeres y les dijo:–Me dijeron que han acabado con todos, todos, toditos... Finalmente la caravana se detuvo frente a la casa del general José Joaquín Mora. Dolores Gutiérrez de Mora, Inés Aguilar de Mora, Ignacia Sáenz de Gallegos y Jerónima Fernández de Montealegre recibieron a los viajeros. Otras señoras de la élite, y algunas sirvientas, salieron con caldo, pan, bizcocho y tortillas y, con lágrimas en los ojos, ofrecieron esa comida a los heridos, puesto que los boyeros y acompañantes decidieron que ellos serían los últimos en comer. Doña Anacleta Arnesto de Mayorga llegó hasta la carreta de José Joaquín y, después de saludar y abrazar a Andrea, les dijo: –Vean, voy a ser sincera; tenemos problemas en el hospital San Juan de Dios. Ustedes saben que está recién construido y que, incluso, en el ala norte está la cárcel. Vamos a tratar de llevar ahí a todos los heridos y, por eso, desde hace algunos días venimos recogiendo ropa, útiles de cama, vendas y medicinas entre la gente de buena voluntad de San José, para preparar cien lechos en el hospital. Ahora mismo nos vamos a reunir, con el doctor, las señoras del comité, Toribia Peralta, Lupe Mora, Jerónima Montealegre y Teodora Ulloa, para que él nos diga cuáles son los enfermitos que necesitan estar en el hospital. Así que tengan paciencia y, si no se puede en el hospital, pues los ayudaremos a curarse en la casa.
Además de su participación política, Ana “se distinguió por su filantropía y su bondad con los desvalidos, especialmente con las niñas huérfanas por las que construyó un centro de atención, el primero que con ese fin se recuerda en Costa Rica”. Manuel de Jesús Jiménez describe como sus “eximias virtudes perennemente proclaman los setenta enfermos asilados hoy en el Hospital que ella fundó, y las doscientas niñas que recibieron instrucción en el santuoso edificio escolar que ella costeó"
Fue ella una de las primeras propietarias de lo que hoy es Cachí, Paraíso, sobresaliendo una catarata y una poza que empezó a ser conocida desde inicios del siglo XX como la “Poza de doña Ana”, hoy dentro del hotel y restaurante ecológico "Quelitales", A su vez, un centro de recreación en la misma zona lleva su nombre. Cuenta la tradición que un tesoro fue escondido en aquella zona. En 1875 vende parte de su propiedad en Oreamuno, Cartago, convirtiéndose en el Cementerio de hoy día de ese cantón cartaginés
Un monumento recuerda su memoria en el Cementerio de Cartago.